# Memento Mori World Tour
La gira Memento Mori World Tour de la banda inglesa Depeche Mode fue anunciada en conferencia de prensa en Berlín el 4 de octubre de 2022, previendo inicialmente 42 fechas como apoyo de su álbum de estudio Memento Mori. En los días siguientes, debido a la fuerte demanda, se añadieron fechas adicionales en Berlín, Ámsterdam y Fráncfort del Meno.
El 7 de febrero de 2023 se anunció a Kelly Lee Owens como actuación de soporte en la primera manga en Norteamérica, excepto en Nueva York en donde fue Stella Rose Gahan, hija de David Gahan. El 16 de febrero se anunciaron veintinueve fechas adicionales para una tercera manga en Norteamérica en el último trimestre de año, cifra que se amplió con cinco fechas más el 24 de febrero. mientras el 3 de marzo se dio a conocer una tercera fecha para la Ciudad de México debido a la alta demanda.
El 10 de julio se anunciaron veintinueve fechas de la cuarta manga en Europa. Posteriormente se anunciaron nuevas fechas para Berlín, Colonia y Londres debido a la alta demanda.
Es la única gira que DM ha hecho como un dueto, tras el fallecimiento de su miembro fundador Andrew Fletcher en 2022 antes de la publicación del álbum. Además, con 112 fechas, terminó siendo una de las más largas que han llevado a cabo.
Basado en los tres conciertos llevados a cabo en la Ciudad de México el 21, 23 y 25 de septiembre de 2023, se estrenará en 2025 el documental de Fernando Frías de la Parra, Depeche Mode: M.

## Créditos
Durante el tour, Depeche Mode se presentó como un cuarteto, como no hacía desde 1994.
- David Gahan - vocalista.
- Martin Gore - segundo vocalista, guitarras, sintetizador y segunda voz.

- Christian Eigner - batería y sintetizador.
- Peter Gordeno - sintetizador, piano, bajo eléctrico y apoyo vocal.

## Temas interpretados

### Listado general de canciones
1. Intro Instrumental de Speak to Me
2. My Cosmos is Mine
3. Wagging Tongue
4. - Walking in My Shoes (con elementos de su versión Random Carpet Mix)
  - It's No Good
5. - It's No Good
  - Walking in My Shoes (con elementos de su versión Random Carpet Mix)
6. - Sister of Night
  - Policy of Truth
7. In Your Room (Zephyr Mix)
8. Everything Counts
9. Precious
10. - Speak to Me
  - My Favourite Stranger
  - Before We Drown
11. Tema interpretado por Martin Gore
  - A Question of Lust
  - Home
  - Strangelove
12. Tema acústico interpretado por Martin Gore
  - Soul With Me
  - Shake the Disease
  - Strangelove
  - But Not Tonight
  - Dressed in Black
  - Heaven
  - Somebody
  - Home
13. Ghosts Again
14. I Feel You
15. A Pain That I'm Used To (Jacques Lu Cont Remix)
16. - World in My Eyes
  - Behind the Wheel
17. - Wrong
  - Black Celebration
18. Stripped
19. - John the Revelator
  - Behind the Wheel
20. Enjoy the Silence
Encore
21. - Waiting for the Night (en versión minimalista)
  - Condemnation (en forma acústica)
22. Just Can't Get Enough
23. Never Let Me Down Again
24. Personal Jesus

### Estadísticas
- Temas de Memento Mori (7)
- Temas de Spirit (0)
- Temas de Delta Machine (1)
- Temas de Sounds of the Universe (1)
- Temas de Playing the Angel (3)
- Temas de Exciter (0)
- Temas de Ultra (3)
- Temas de Songs of Faith and Devotion (4)
- Temas de Violator (5)
- Temas de Music for the Masses (3)
- Temas de Black Celebration (4)
- Temas de Some Great Reward (1)
- Temas de Construction Time Again (1)
- Temas de A Broken Frame (0)
- Temas de Speak & Spell (1)
- Temas no pertenecientes a algún álbum de estudio: (2)
- Canciones tocadas en la gira anterior Global Spirit Tour: 22
- Total de canciones Interpretadas: 36
- Regresos: "Waiting for the Night" y "Dressed in Black" no tocadas desde el Tour of the Universe (14 años); "Condemnation", "John the Revelator", "Heaven" y "Behind the Wheel" no tocadas desde el Delta Machine Tour (10 años)
- Canciones más recientes, no perteneciente al álbum soporte de la gira:
- Canción debut no perteneciente al álbum soporte de la gira:
- Todos los sencillos interpretados de un álbum, no perteneciente al de soporte de la gira: Violator y Songs of Faith and Devotion

### Variaciones
A lo largo del Tour, el listado de temas presentó distintos cambios. Estas son las diferentes canciones que se tocaron. En la columna # de las fechas, se marca cual fue el listado interpretado.
| Listado # | Tema #4             | Tema #5             | Tema #6         | Tema #10              | Tema #11           | Tema #12          | Tema #16         | Tema #17          | Tema #19           | Tema #21              |
| --------- | ------------------- | ------------------- | --------------- | --------------------- | ------------------ | ----------------- | ---------------- | ----------------- | ------------------ | --------------------- |
| 1         | Walking in My Shoes | It's No Good        | Sister of Night | Speak to Me           | A Question of Lust | Soul With Me      | World in My Eyes | Wrong             | John the Revelator | Waiting for the Night |
| 2         | Walking in My Shoes | It's No Good        | Sister of Night | Speak to Me           | A Question of Lust | Soul With Me      | World in My Eyes | Wrong             | John the Revelator | Condemnation          |
| 3         | It's No Good        | Walking in My Shoes | Sister of Night | Speak to Me           | A Question of Lust | Soul With Me      | World in My Eyes | Wrong             | John the Revelator | Waiting for the Night |
| 4         | Walking in My Shoes | It's No Good        | Sister of Night | My Favourite Stranger | Home               | Soul With Me      | World in My Eyes | Wrong             | John the Revelator | Condemnation          |
| 5         | Walking in My Shoes | It's No Good        | Sister of Night | My Favourite Stranger | Home               | Soul With Me      | World in My Eyes | Wrong             | John the Revelator | Waiting for the Night |
| 6         | Walking in My Shoes | It's No Good        | Sister of Night | My Favourite Stranger | A Question of Lust | Soul With Me      | World in My Eyes | Wrong             | John the Revelator | Waiting for the Night |
| 7         | Walking in My Shoes | It's No Good        | Sister of Night | Speak to Me           | Home               | Soul With Me      | World in My Eyes | Wrong             | John the Revelator | Waiting for the Night |
| 8         | Walking in My Shoes | It's No Good        | Sister of Night | My Favourite Stranger | Home               | Shake the Disease | World in My Eyes | Wrong             | John the Revelator | Condemnation          |
| 9         | Walking in My Shoes | It's No Good        | Sister of Night | Speak to Me           | Home               | Strangelove       | World in My Eyes | Wrong             | John the Revelator | Condemnation          |
| 10        | Walking in My Shoes | It's No Good        | Sister of Night | My Favourite Stranger | Home               | But Not Tonight   | World in My Eyes | Wrong             | John the Revelator | Waiting for the Night |
| 11        | Walking in My Shoes | It's No Good        | Sister of Night | My Favourite Stranger | Home               | Strangelove       | World in My Eyes | Wrong             | John the Revelator | Condemnation          |
| 12        | Walking in My Shoes | It's No Good        | Sister of Night | My Favourite Stranger | A Question of Lust | Strangelove       | World in My Eyes | Wrong             | John the Revelator | Condemnation          |
| 13        | Walking in My Shoes | It's No Good        | Sister of Night | Speak to Me           | A Question of Lust | Strangelove       | World in My Eyes | Wrong             | John the Revelator | Waiting for the Night |
| 14        | Walking in My Shoes | It's No Good        | Sister of Night | My Favourite Stranger | A Question of Lust | Soul With Me      | World in My Eyes | Wrong             | John the Revelator | Condemnation          |
| 15        | Walking in My Shoes | It's No Good        | Policy of Truth | My Favourite Stranger | Home               | Strangelove       | World in My Eyes | Black Celebration | John the Revelator | Waiting for the Night |
| 16        | Walking in My Shoes | It's No Good        | Policy of Truth | My Favourite Stranger | A Question of Lust | Soul With Me      | World in My Eyes | Black Celebration | John the Revelator | Waiting for the Night |
| 17        | Walking in My Shoes | It's No Good        | Policy of Truth | My Favourite Stranger | A Question of Lust | Dressed in Black  | World in My Eyes | Black Celebration | John the Revelator | Waiting for the Night |
| 18        | Walking in My Shoes | It's No Good        | Policy of Truth | My Favourite Stranger | A Question of Lust | Strangelove       | World in My Eyes | Black Celebration | John the Revelator | Condemnation          |
| 19        | Walking in My Shoes | It's No Good        | Policy of Truth | My Favourite Stranger | A Question of Lust | Dressed in Black  | World in My Eyes | Black Celebration | John the Revelator | Condemnation          |
| 20        | Walking in My Shoes | It's No Good        | Policy of Truth | My Favourite Stranger | Home               | Strangelove       | World in My Eyes | Black Celebration | John the Revelator | Condemnation          |
| 21        | Walking in My Shoes | It's No Good        | Policy of Truth | My Favourite Stranger | Home               | Dressed in Black  | World in My Eyes | Black Celebration | John the Revelator | Condemnation          |
| 22        | Walking in My Shoes | It's No Good        | Policy of Truth | My Favourite Stranger | A Question of Lust | Strangelove       | World in My Eyes | Black Celebration | John the Revelator | Waiting for the Night |
| 23        | Walking in My Shoes | It's No Good        | Policy of Truth | My Favourite Stranger | N/A                | Strangelove       | World in My Eyes | Black Celebration | John the Revelator | Waiting for the Night |
| 24        | Walking in My Shoes | It's No Good        | Policy of Truth | Speak to Me           | A Question of Lust | Strangelove       | World in My Eyes | Black Celebration | John the Revelator | Waiting for the Night |
| 25        | Walking in My Shoes | It's No Good        | Policy of Truth | My Favourite Stranger | Home               | Shake the Disease | World in My Eyes | Black Celebration | John the Revelator | Waiting for the Night |
| 26        | Walking in My Shoes | It's No Good        | Policy of Truth | Speak to Me           | A Question of Lust | Heaven            | World in My Eyes | Black Celebration | John the Revelator | Waiting for the Night |
| 27        | Walking in My Shoes | It's No Good        | Policy of Truth | My Favourite Stranger | Home               | But Not Tonight   | World in My Eyes | Black Celebration | John the Revelator | Waiting for the Night |
| 28        | Walking in My Shoes | It's No Good        | Policy of Truth | My Favourite Stranger | Strangelove        | Heaven            | World in My Eyes | Black Celebration | John the Revelator | Condemnation          |
| 29        | Walking in My Shoes | It's No Good        | Policy of Truth | Speak to Me           | Strangelove        | Heaven            | World in My Eyes | Black Celebration | John the Revelator | Waiting for the Night |
| 30        | Walking in My Shoes | It's No Good        | Policy of Truth | Before We Drown       | Home               | Somebody          | Behind the Wheel | Black Celebration | John the Revelator | Waiting for the Night |
| 31        | Walking in My Shoes | It's No Good        | Policy of Truth | Before We Drown       | Strangelove        | Somebody          | Behind the Wheel | Black Celebration | John the Revelator | Waiting for the Night |
| 32        | Walking in My Shoes | It's No Good        | Policy of Truth | Before We Drown       | Strangelove        | Somebody          | Behind the Wheel | Black Celebration | John the Revelator | Condemnation          |
| 33        | Walking in My Shoes | It's No Good        | Policy of Truth | Before We Drown       | Strangelove        | Heaven            | Behind the Wheel | Black Celebration | John the Revelator | Condemnation          |
| 34        | Walking in My Shoes | It's No Good        | Policy of Truth | My Favourite Stranger | Strangelove        | Heaven            | World in My Eyes | Black Celebration | John the Revelator | Waiting for the Night |
| 35        | Walking in My Shoes | It's No Good        | Policy of Truth | Speak to Me           | Strangelove        | Somebody          | Behind the Wheel | Black Celebration | John the Revelator | Waiting for the Night |
| 36        | Walking in My Shoes | It's No Good        | Policy of Truth | My Favourite Stranger | Strangelove        | Heaven            | Behind the Wheel | Black Celebration | John the Revelator | Waiting for the Night |
| 37        | Walking in My Shoes | It's No Good        | Policy of Truth | Speak to Me           | Strangelove        | Heaven            | Behind the Wheel | Black Celebration | John the Revelator | Waiting for the Night |
| 38        | Walking in My Shoes | It's No Good        | Policy of Truth | My Favourite Stranger | Strangelove        | Heaven            | Behind the Wheel | Black Celebration | N/A                | Waiting for the Night |
| 39        | Walking in My Shoes | It's No Good        | Policy of Truth | Before We Drown       | Strangelove        | Somebody          | Behind the Wheel | Black Celebration | N/A                | Condemnation          |
| 40        | Walking in My Shoes | It's No Good        | Policy of Truth | Before We Drown       | Strangelove        | Somebody          | Behind the Wheel | Black Celebration | N/A                | Waiting for the Night |
| 41        | Walking in My Shoes | It's No Good        | Policy of Truth | My Favourite Stranger | Strangelove        | Home              | Behind the Wheel | Black Celebration | N/A                | Waiting for the Night |
| 42        | Walking in My Shoes | It's No Good        | Policy of Truth | Before We Drown       | Home               | Somebody          | Behind the Wheel | Black Celebration | N/A                | Condemnation          |
| 43        | Walking in My Shoes | It's No Good        | Policy of Truth | Before We Drown       | Strangelove        | Home              | Behind the Wheel | Black Celebration | N/A                | Waiting for the Night |
| 44        | Walking in My Shoes | It's No Good        | Policy of Truth | My Favourite Stranger | Home               | Somebody          | Behind the Wheel | Black Celebration | N/A                | Condemnation          |
| 45        | Walking in My Shoes | It's No Good        | Policy of Truth | My Favourite Stranger | Strangelove        | Heaven            | Behind the Wheel | Black Celebration | N/A                | Condemnation          |
| 46        | Walking in My Shoes | It's No Good        | Policy of Truth | My Favourite Stranger | Strangelove        | Somebody          | World in My Eyes | Black Celebration | Behind the Wheel   | Waiting for the Night |

Nota #1: El 02/06/23 en Barcelona y el 09/06/23 en Madrid se omitió "Sister of Night", "My Favourite Stranger", "Soul With Me", "Wrong" y "Condemnation".
Nota #2: El 21/11/23 en Edmonton se omitió el tema #11 interpretado por Martin Gore.
Nota #3: Desde el 14/03/24 y hasta el 05/04/24 se omitió el tema #19 "John the Revelator". En el último concierto de la gira, el 08/04/24 en Colonia se interpretó en su lugar "Behind the Wheel"

## Destinos de la gira

### Primera manga: Norteamérica
| Fecha               | País           | Ciudad      | Lugar                 | # |
| 23 de marzo de 2023 | Estados Unidos | Sacramento  | Golden 1 Center       | 1 |
| 25 de marzo de 2023 | Estados Unidos | San José    | SAP Center            | 1 |
| 28 de marzo de 2023 | Estados Unidos | Inglewood   | The Forum             | 2 |
| 30 de marzo de 2023 | Estados Unidos | Las Vegas   | T-Mobile Arena        | 3 |
| 2 de abril de 2023  | Estados Unidos | San Antonio | AT&T Center           | 1 |
| 5 de abril de 2023  | Estados Unidos | Chicago     | United Center         | 2 |
| 7 de abril de 2023  | Canadá         | Toronto     | Scotiabank Arena      | 1 |
| 9 de abril de 2023  | Canadá         | Quebec      | Videotron Center      | 2 |
| 12 de abril de 2023 | Canadá         | Montreal    | Bell Centre           | 1 |
| 14 de abril de 2023 | Estados Unidos | Nueva York  | Madison Square Garden | 2 |

### Segunda manga: Europa
| Fecha                | País            | Ciudad             | Lugar                     | #  |
| 16 de mayo de 2023   | Países Bajos    | Ámsterdam          | Ziggo Dome                | 1  |
| 18 de mayo de 2023   | Países Bajos    | Ámsterdam          | Ziggo Dome                | 4  |
| 20 de mayo de 2023   | Bélgica         | Amberes            | Sportpaleis               | 1  |
| 23 de mayo de 2023   | Suecia          | Estocolmo          | Friends Arena             | 1  |
| 26 de mayo de 2023   | Alemania        | Leipzig            | Festwiese                 | 1  |
| 28 de mayo de 2023   | Eslovaquia      | Bratislava         | Národný Futbalový Stadión | 4  |
| 31 de mayo de 2023   | Francia         | Lyon               | Groupama Stadium          | 1  |
| 2 de junio de 2023   | España          | Barcelona          | Parque del Fórum          | 4  |
| 4 de junio de 2023   | Alemania        | Düsseldorf         | Merkur Spiel-Arena        | 1  |
| 6 de junio de 2023   | Alemania        | Düsseldorf         | Merkur Spiel-Arena        | 4  |
| 9 de junio de 2023   | España          | Arganda del Rey    | Ciudad del Rock           | 4  |
| 11 de junio de 2023  | Suiza           | Berna              | Stadion Wankdorf          | 1  |
| 14 de junio de 2023  | Irlanda         | Dublín             | Malahide Castle           | 5  |
| 17 de junio de 2023  | Reino Unido     | Londres            | Twickenham Stadium        | 6  |
| 20 de junio de 2023  | Alemania        | Múnich             | Olympiastadion            | 1  |
| 22 de junio de 2023  | Francia         | Lille              | Stade Pierre-Mauroy       | 5  |
| 24 de junio de 2023  | Francia         | París              | Stade de France           | 7  |
| 27 de junio de 2023  | Dinamarca       | Copenhague         | Parken Stadion            | 6  |
| 29 de junio de 2023  | Alemania        | Fráncfort del Meno | Deutsche Bank Park        | 1  |
| 1 de julio de 2023   | Alemania        | Fráncfort del Meno | Deutsche Bank Park        | 8  |
| 4 de julio de 2023   | Francia         | Burdeos            | Estadio Matmut Atlantique | 6  |
| 7 de julio de 2023   | Alemania        | Berlín             | Olympiastadion            | 6  |
| 9 de julio de 2023   | Alemania        | Berlín             | Olympiastadion            | 9  |
| 12 de julio de 2023  | Italia          | Roma               | Stadio Olimpico           | 1  |
| 14 de julio de 2023  | Italia          | Milán              | Stadio San Siro           | 6  |
| 16 de julio de 2023  | Italia          | Bolonia            | Stadio Renato Dall'Ara    | 10 |
| 21 de julio de 2023  | Austria         | Klagenfurt         | Wörthersee Stadion        | 1  |
| 23 de julio de 2023  | Croacia         | Zagreb             | Arena Zagreb              | 11 |
| 26 de julio de 2023  | Rumania         | Bucarest           | Arena Nationala           | 7  |
| 28 de julio de 2023  | Hungría         | Budapest           | Puskás Aréna              | 12 |
| 30 de julio de 2023  | República Checa | Praga              | Letnany Airport           | 5  |
| 2 de agosto de 2023  | Polonia         | Varsovia           | PGE Narodowy              | 13 |
| 4 de agosto de 2023  | Polonia         | Cracovia           | Tauron Arena              | 4  |
| 6 de agosto de 2023  | Estonia         | Tallin             | Tallinna Lauluväljak      | 1  |
| 11 de agosto de 2023 | Noruega         | Oslo               | Telenor Arena             | 1  |

### Tercera manga: Norteamérica
| Fecha                    | País           | Ciudad           | Lugar                      | #  |
| 21 de septiembre de 2023 | México         | Ciudad de México | Foro Sol                   | 1  |
| 23 de septiembre de 2023 | México         | Ciudad de México | Foro Sol                   | 11 |
| 25 de septiembre de 2023 | México         | Ciudad de México | Foro Sol                   | 1  |
| 29 de septiembre de 2023 | Estados Unidos | Austin           | Moody Center               | 1  |
| 1 de octubre de 2023     | Estados Unidos | Dallas           | American Airlines Center   | 11 |
| 4 de octubre de 2023     | Estados Unidos | Houston          | Toyota Center              | 1  |
| 7 de octubre de 2023     | Estados Unidos | Nueva Orleans    | Smoothie King Center       | 1  |
| 10 de octubre de 2023    | Estados Unidos | Orlando          | Amway Center               | 14 |
| 12 de octubre de 2013    | Estados Unidos | Miami            | Miami Dade Arena           | 12 |
| 15 de octubre de 2013    | Estados Unidos | Atlanta          | State Farm Arena           | 6  |
| 19 de octubre de 2013    | Estados Unidos | Nashville        | Bridgestone Arena          | 6  |
| 21 de octubre de 2023    | Estados Unidos | Brooklyn         | Barclays Center            | 15 |
| 23 de octubre de 2023    | Estados Unidos | Washington D. C. | Capital One Arena          | 14 |
| 25 de octubre de 2023    | Estados Unidos | Filadelfia       | Wells Fargo Center         | 16 |
| 28 de octubre de 2023    | Estados Unidos | Nueva York       | Madison Square Garden      | 17 |
| 31 de octubre de 2023    | Estados Unidos | Boston           | TD Garden                  | 18 |
| 3 de noviembre de 2023   | Canadá         | Montreal         | Centre Bell                | 19 |
| 5 de noviembre de 2023   | Canadá         | Toronto          | Scotiabank Arena           | 20 |
| 8 de noviembre de 2023   | Estados Unidos | Detroit          | Little Caesars Arena       | 17 |
| 10 de noviembre de 2023  | Estados Unidos | Cleveland        | Rocket Mortgage FieldHouse | 18 |
| 13 de noviembre de 2023  | Estados Unidos | Chicago          | United Center              | 21 |
| 16 de noviembre de 2023  | Estados Unidos | Denver           | Ball Arena                 | 22 |
| 18 de noviembre de 2023  | Estados Unidos | Salt Lake City   | Vivint Smart Homes Arena   | 22 |
| 21 de noviembre de 2023  | Canadá         | Edmonton         | Rogers Place               | 23 |
| 24 de noviembre de 2023  | Canadá         | Vancouver        | Rogers Arena               | 22 |
| 26 de noviembre de 2023  | Estados Unidos | Seattle          | Climate Pledge Arena       | 22 |
| 28 de noviembre de 2023  | Estados Unidos | Portland         | Moda Center                | 22 |
| 1 de diciembre de 2023   | Estados Unidos | Las Vegas        | T-Mobile Arena             | 20 |
| 3 de diciembre de 2023   | Estados Unidos | San Francisco    | Chase Center               | 18 |
| 6 de diciembre de 2023   | Estados Unidos | San Diego        | Pechanga Arena             | 24 |
| 8 de diciembre de 2023   | Estados Unidos | San Diego        | Pechanga Arena             | 25 |
| 10 de diciembre de 2023  | Estados Unidos | Inglewood        | The Forum                  | 22 |
| 12 de diciembre de 2023  | Estados Unidos | Inglewood        | The Forum                  | 21 |
| 15 de diciembre de 2023  | Estados Unidos | Los Ángeles      | Crypto.com Arena           | 26 |
| 17 de diciembre de 2023  | Estados Unidos | Los Ángeles      | Crypto.com Arena           | 27 |

### Cuarta manga: Europa
| Fecha                 | País            | Ciudad     | Lugar               | #  |
| 22 de enero de 2024   | Reino Unido     | Londres    | The O2 Arena        | 28 |
| 24 de enero de 2024   | Reino Unido     | Birmingham | Utilita Arena       | 29 |
| 27 de enero de 2024   | Reino Unido     | Londres    | The O2 Arena        | 30 |
| 29 de enero de 2024   | Reino Unido     | Mánchester | AO Arena            | 31 |
| 31 de enero de 2024   | Reino Unido     | Glasgow    | OVO Hydro           | 31 |
| 3 de febrero de 2024  | Irlanda         | Dublín     | 3Arena              | 32 |
| 6 de febrero de 2024  | Bélgica         | Amberes    | Sportpaleis         | 33 |
| 8 de febrero de 2024  | Países Bajos    | Ámsterdam  | Ziggo Dome          | 32 |
| 10 de febrero de 2024 | Dinamarca       | Copenhague | Royal Arena         | 32 |
| 13 de febrero de 2024 | Alemania        | Berlín     | Mercedes-Benz Arena | 32 |
| 15 de febrero de 2024 | Alemania        | Berlín     | Mercedes-Benz Arena | 34 |
| 17 de febrero de 2024 | Alemania        | Hamburgo   | Barclays Arena      | 33 |
| 20 de febrero de 2024 | Alemania        | Berlín     | Mercedes-Benz Arena | 35 |
| 22 de febrero de 2024 | República Checa | Praga      | O2 Arena            | 32 |
| 24 de febrero de 2024 | República Checa | Praga      | O2 Arena            | 36 |
| 27 de febrero de 2024 | Polonia         | Lodz       | Atlas Arena         | 32 |
| 29 de febrero de 2024 | Polonia         | Lodz       | Atlas Arena         | 37 |
| 3 de marzo de 2024    | Francia         | París      | Accor Arena         | 32 |
| 5 de marzo de 2024    | Francia         | París      | Accor Arena         | 36 |
| 7 de marzo de 2024    | Alemania        | Múnich     | Olympiahalle        | 32 |
| 12 de marzo de 2024   | España          | Madrid     | Wizink Center       | 35 |
| 14 de marzo de 2024   | España          | Madrid     | Wizink Center       | 38 |
| 16 de marzo de 2024   | España          | Barcelona  | Palau Sant Jordi    | 39 |
| 19 de marzo de 2024   | Portugal        | Lisboa     | Altice Arena        | 40 |
| 21 de marzo de 2024   | España          | Baracaldo  | BEC                 | 41 |
| 23 de marzo de 2024   | Italia          | Turín      | Pala Alpitour       | 41 |
| 26 de marzo de 2024   | Hungría         | Budapest   | MVM Dome            | 42 |
| 28 de marzo de 2024   | Italia          | Milán      | Mediolanum Forum    | 43 |
| 30 de marzo de 2024   | Italia          | Milán      | Mediolanum Forum    | 44 |
| 3 de abril de 2024    | Alemania        | Colonia    | Lanxess Arena       | 43 |
| 5 de abril de 2024    | Alemania        | Colonia    | Lanxess Arena       | 45 |
| 8 de abril de 2024    | Alemania        | Colonia    | Lanxess Arena       | 46 |

### Conciertos cancelados
El 7 de agosto de 2023, a través de sus redes sociales, la banda anunció la cancelación del concierto programado para la ciudad de Helsinki, en Finlandia, debido a un pronóstico meteorológico muy adverso.
| Fecha               | País      | Ciudad   |
| 8 de agosto de 2023 | Finlandia | Helsinki |